# Nanocopia minuta
Nanocopia minuta là một loài động vật giáp xác Copepoda thuộc họ Platycopiidae. Đây là loài đặc hữu của Bermuda, môi trường sống tự nhiên của chúng là carxtơ.